# Yang Zhenya
Yang Zhenya (chiń. 杨振亚; ur. 1928, zm. 8 września 2018 w Pekinie) – chiński dyplomata.
Ambasador Chińskiej Republiki Ludowej w Japonii od stycznia 1988 do marca 1993.